# Hönower Weg
Der Hönower Weg ist mit der Nummer 7 einer der 20 grünen Hauptwege. Das ist eine Zusammenstellung von 20 Wanderwegen durch das Berliner Stadtgebiet mit einer Gesamtlänge von rund 550 Kilometern. Ziel ist es, „Wohngebiete mit den vielfältigen Erholungsmöglichkeiten in Parkanlagen und Naherholungsgebieten von Berlin und Brandenburg“ (Senatsverwaltung für Stadtentwicklung und Umwelt) miteinander zu verknüpfen. Der Fußgänger soll dabei die Möglichkeit haben, „die Stadt als eine Verbindung von Kultur, Geschichte und Ökologie intensiv zu erleben“. Der grüne Hauptweg 07 liegt zwischen dem östlichen Stadtzentrum und der nordöstlichen Stadtgrenze gegenüber von Hönow; er führt durch Park- und Grünanlagen und die Großsiedlungsgebiete in Hohenschönhausen, Marzahn und Hellersdorf.

## Verlauf
Der Hönower Weg liegt in einer Länge von 21 Kilometern zwischen dem Märchenbrunnen im Volkspark Friedrichshain und der Stadtgrenze am U-Bahnhof Hönow. Von dem inneren Ortsteil Prenzlauer Berg führt der Weg – Lichtenberg berührend –, durch Hohenschönhausen, Marzahn und Hellersdorf.

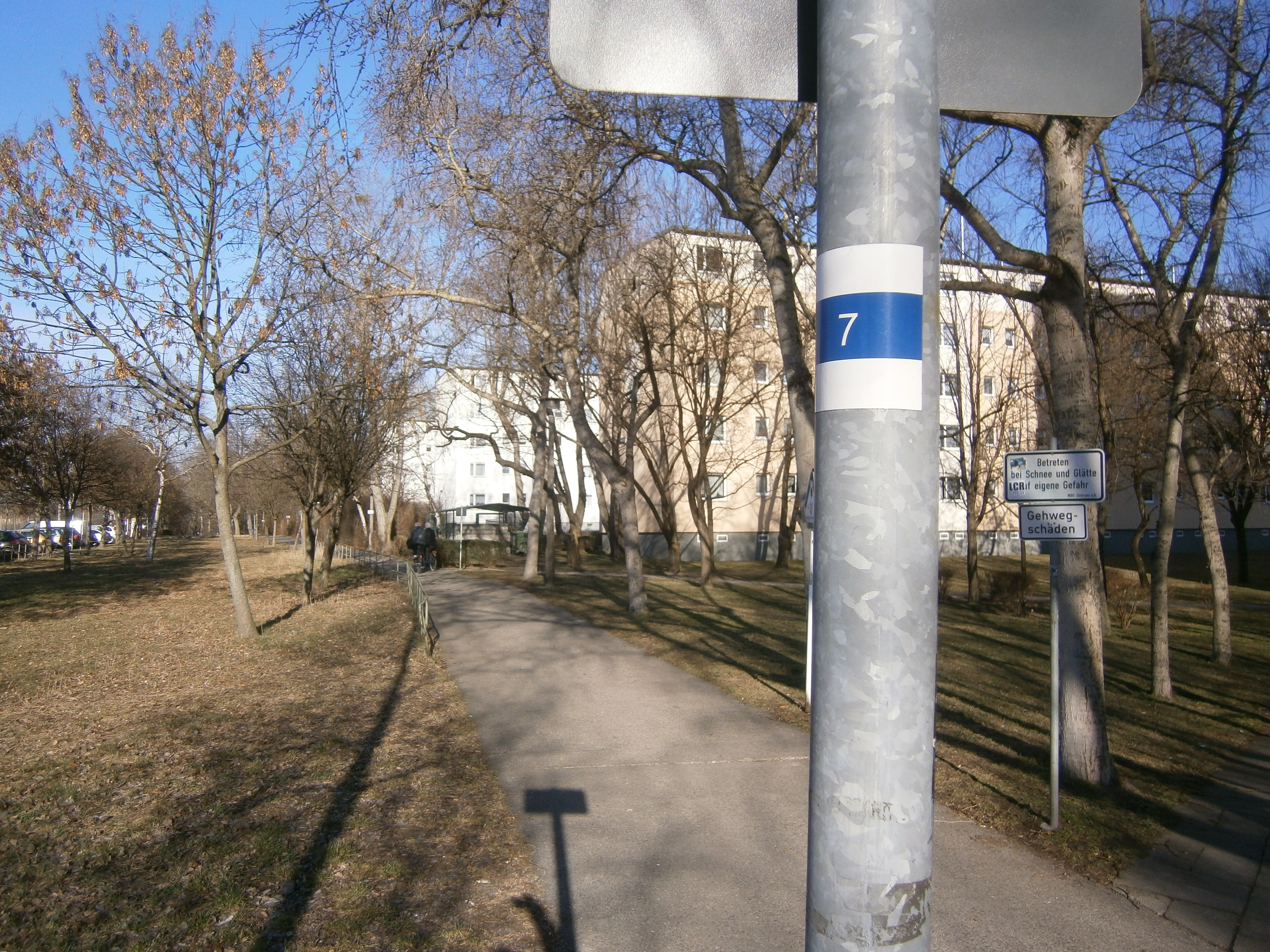
Hönower Weg (Nummer 7) entlang der Michelangelostraße

Die Wegekoordinaten sind als „gpx“ in einer Liste der Senatsverwaltung zugänglich. Eine digitale Wanderkarte unter Nutzung der „Karte Berlin 1:5000“ unter FIS-Broker erreichbar. Der hier beschriebene Verlauf ist vom Stadtinneren zum Stadtrand, vom Volkspark Friedrichshain nach Hönow (in Brandenburg) gerichtet, dementsprechend wurden die Richtungen und Richtungswechsel gewählt.

### Friedrichshain

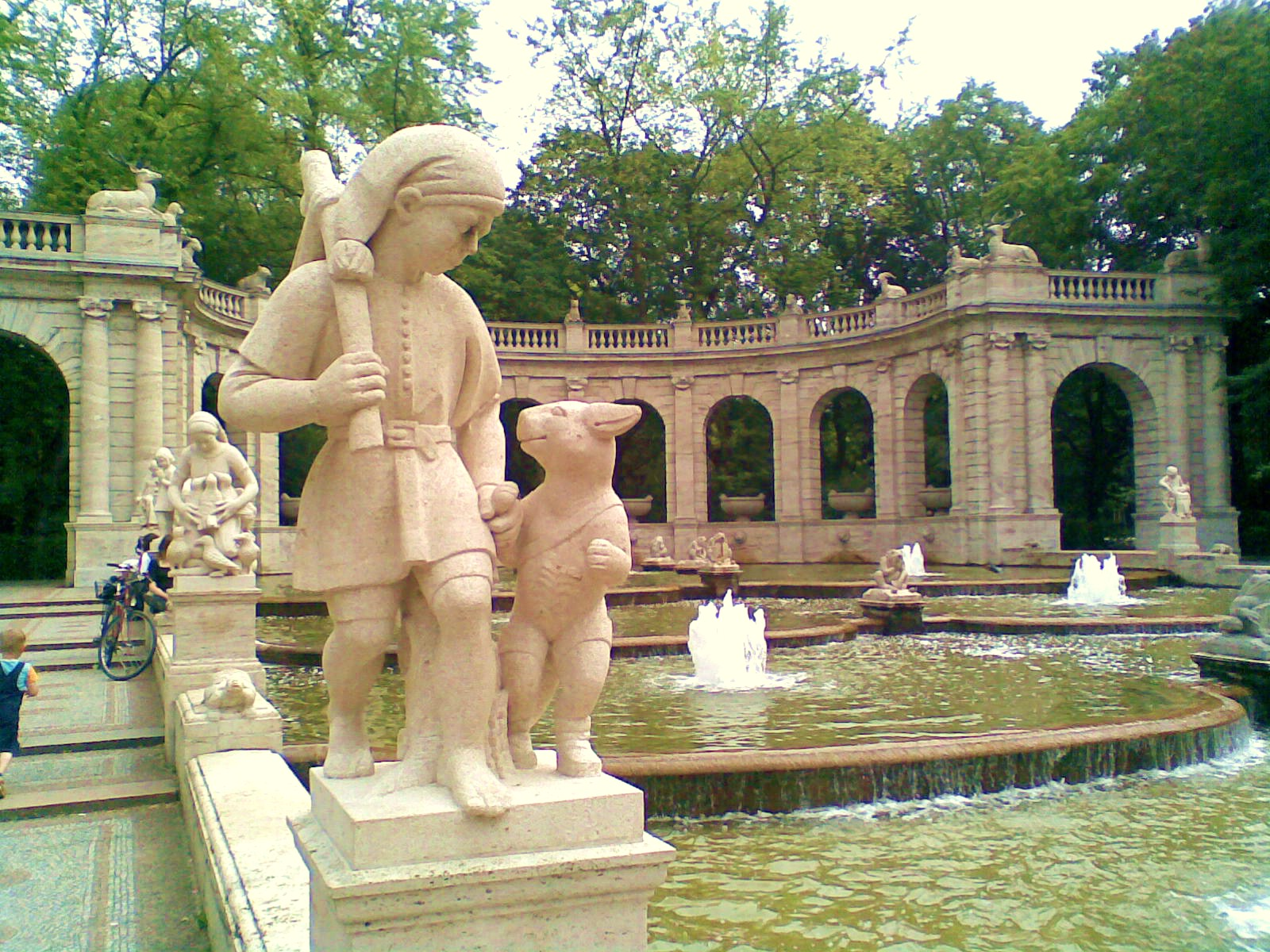
Am Märchenbrunnen beginnt der Hönower Weg

Der Hönower Weg hat seinen innerstädtischen Ausgangspunkt am Westende des Volksparks Friedrichshain in Friedrichshain. Es besteht hier eine Anknüpfung an den Tiergartenring (Hauptweg 19). Vom Parkeingang führen beide Hauptwege zunächst gemeinsam um den Märchenbrunnen herum. Während Hauptweg 19 nach Osten führt, führt der Hönower Weg auf Parkwegen nach Norden und bleibt parallel zur Straße Am Friedrichshain. An der Nordecke verlässt der Hönower Weg den Volkspark. Rechts im Park am Hang zum Kleinen Bunkerberg steht das „Denkmal des gemeinsamen Kampfes polnischer Soldaten und deutscher Antifaschisten“. Am Parkende ist mit dem Betreten der Virchowstraße der Ortsteil Prenzlauer Berg erreicht. Der rechts versetzt folgende Freizeitpark im Neuen Hain gehört noch zu Friedrichshain.

### Prenzlauer Berg und Fennpfuhl

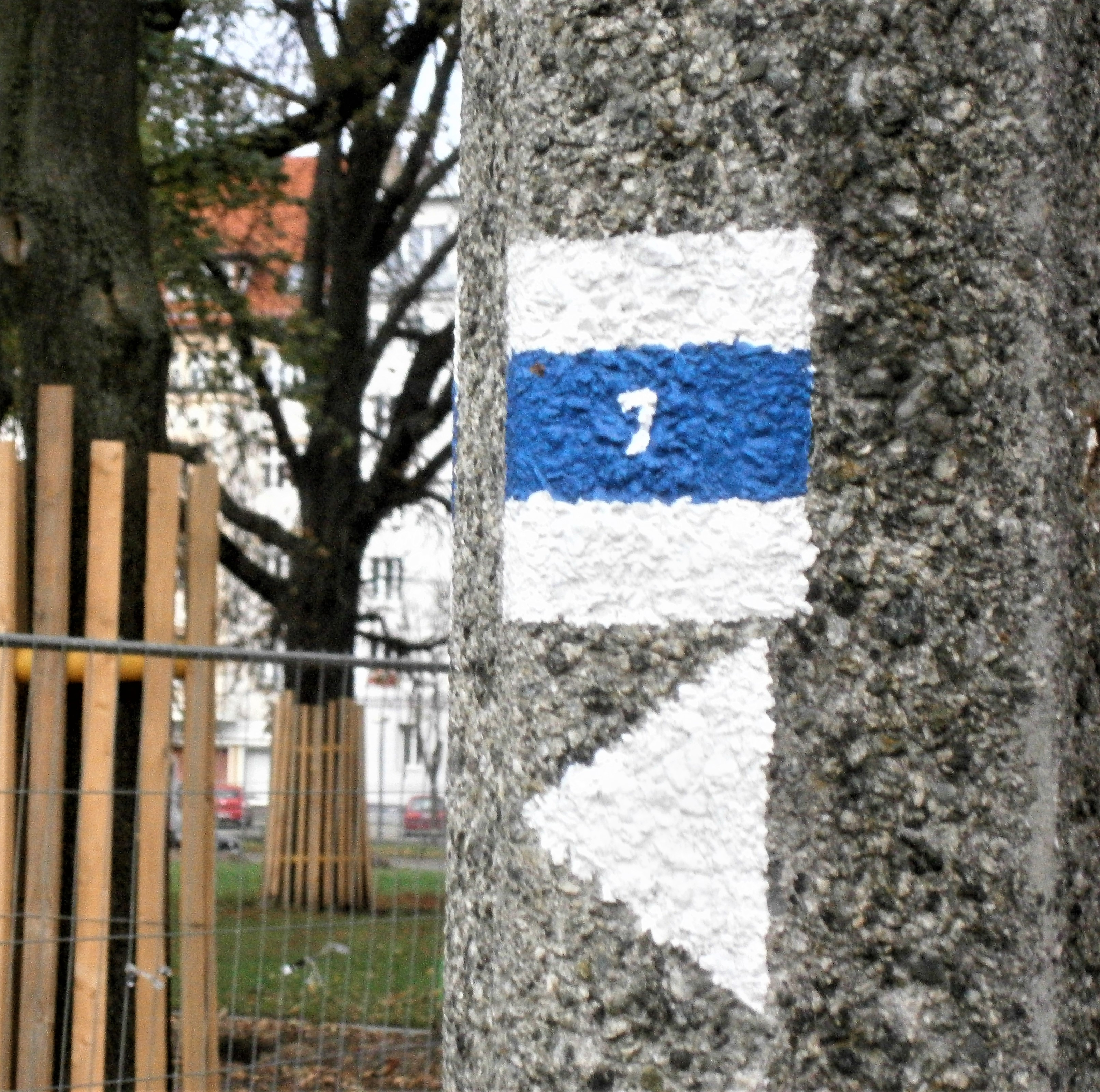
Markierung in der Hans-Otto-Straße

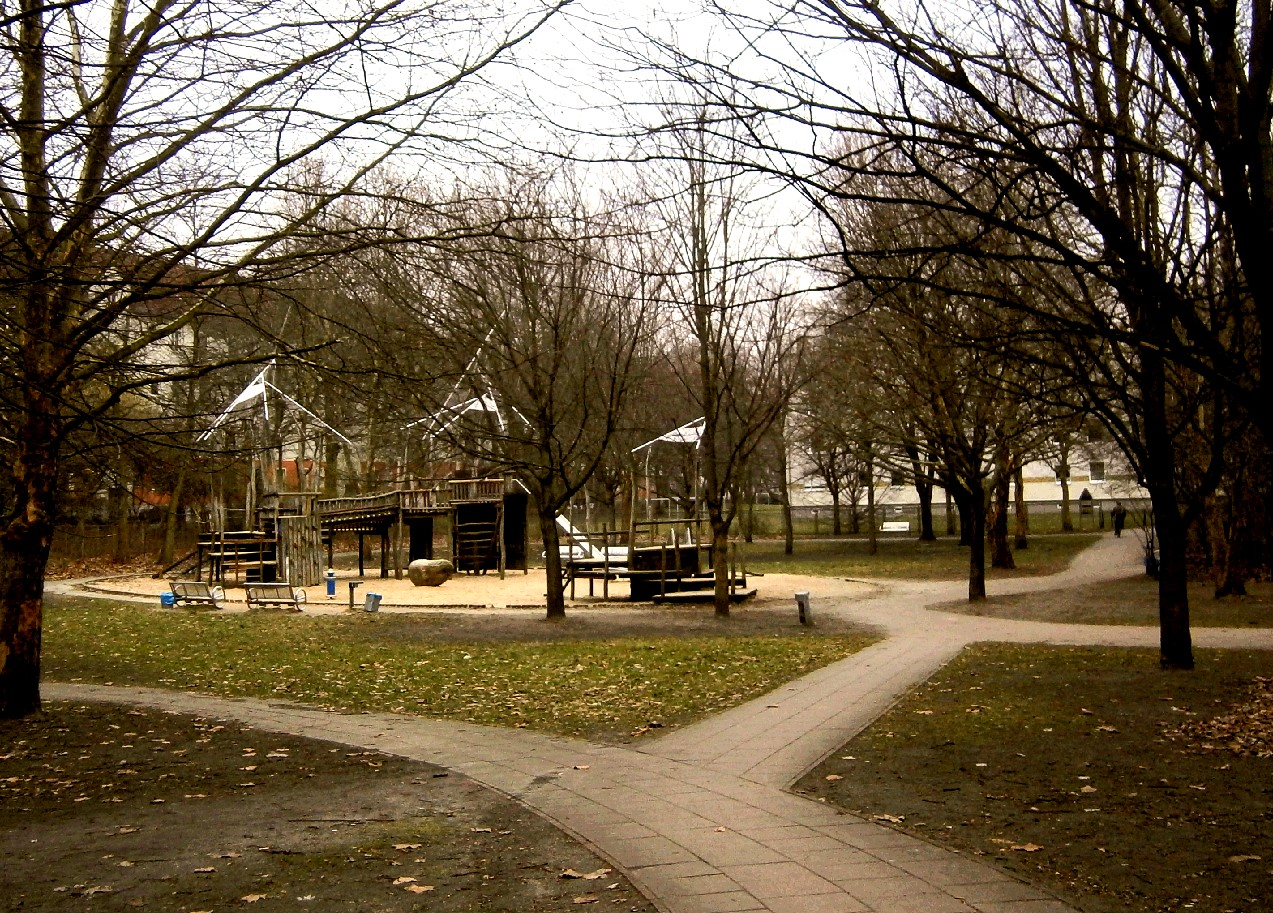
Im Einsteinpark

Nach dem Verlassen des Volksparks führt der Hönower Weg über die Bezirksgrenze von Friedrichshain-Kreuzberg nach Pankow in die Kniprodestraße und 180 Meter an deren Wiesen- und Sportfläche (City Beach) entlang nach links straßequerend durch die Pasteurstraße zum Arnswalder Platz. Auf den Parkwege des Arnswalder Platz wird die ampelgesteuerte Danziger Straße (2. Stadtring) überquert, auf der Bötzowstraße mit Baumbestand (Bernhard-Lichtenberg-, John-Schehr-, Margarete-Walter-, Rudolf-Schwarz-, Anton-Saefkow-Straße) weiter wird der Saefkowpark erreicht, wo er einen Abschnitt des Hauptwegs 18 berührt. Um die S-Bahn-Strecke zu überwinden, führt der Weg innerhalb des Parks nach Osten zur Kniprodestraßenbrücke. Nördlich vom Bahngelände auf dem linken Gehweg der Kniprodestraße über die Storkower Straße (Ampel) zur Hanns-Eisler-Straße. Hinter den Wohnbauten der Einsteinstraße am kleinen Grünstreifen besteht der Einsteinpark. An der Hanns-Eisler-Straße an der Fußgängerampel (3. Stadtring) führt der Hönower Weg in den Altenescher Weg zum Volkspark Prenzlauer Berg. Der Prenzlauer Berg (90 m ü. NHN) kann auf dem niedriglaufenden Parkweg etwas links begangen werden. Die Parkwege liegen auf den vormaligen Zufahrtsstraße für diesen Trümmerberg. So sind auch steilere Wege zur Aussichtsplattform oder ohne Steigung an oder durch die Kleingärten (KGA ‚Neues Heim‘, ‚Grönland‘, ‚Am Volkspark Prenzlauer Berg‘) möglich. Am Parkausgang wird auf jeden Fall die an der Lichtenberger Bezirksgrenze liegende Straße vor den Tennisplätzen am Gartenrestaurant „Zur Laube“ nach links begangen. Der Hönower Weg geht nach Norden durch die KGA ‚Langes Höhe‘ auf der Straße 106 zum Weißenseer Weg.

### Alt-Hohenschönhausen

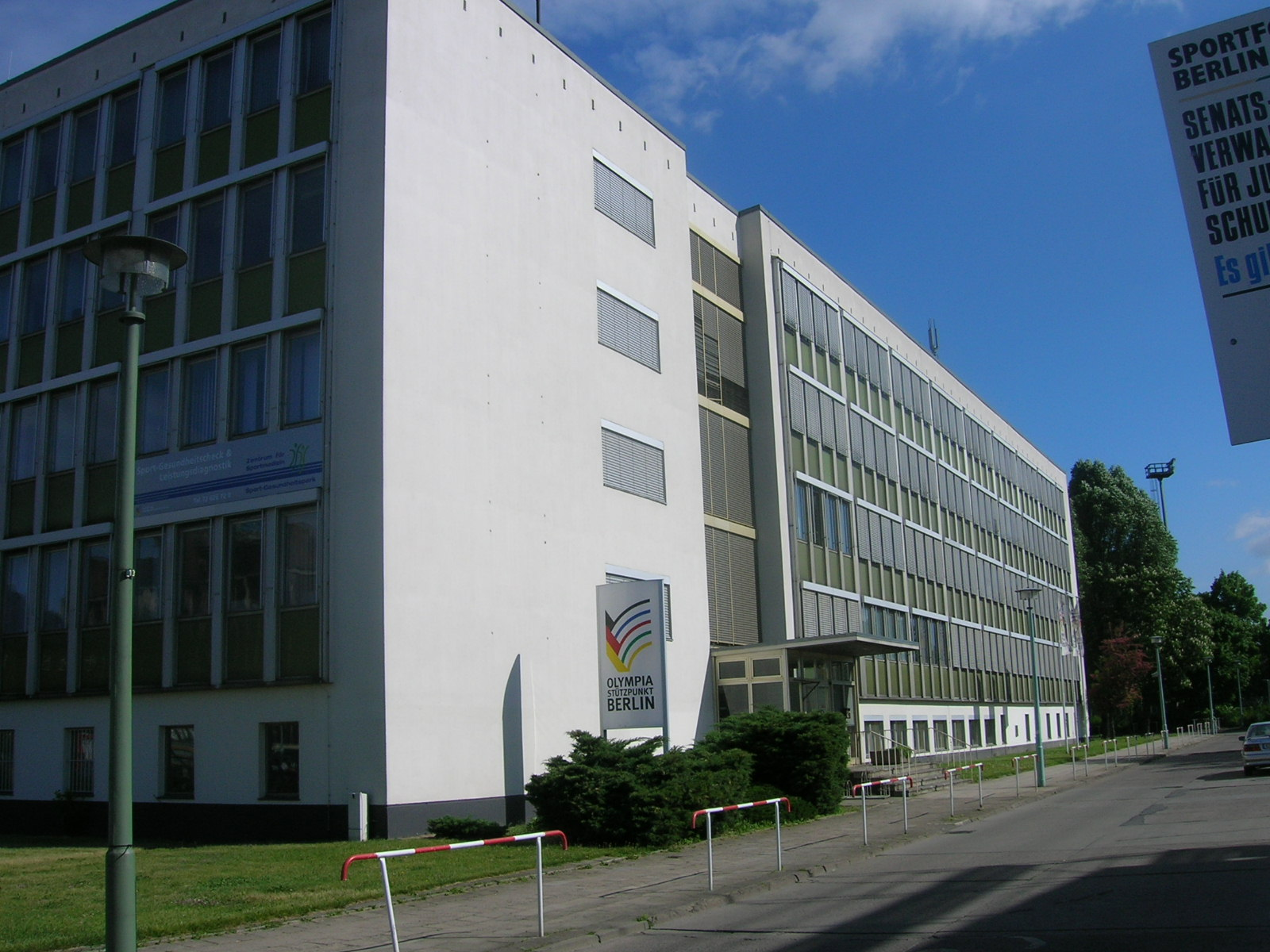
Der Hönower Weg führt am Olympiastützpunkt vorbei

Auf Straße 106 liegt in Höhe des Gewerbeobjektes (Busabstellplatz) nach den Kleingärten der Ortsteilwechsel von Prenzlauer Berg nach Lichtenberg, vom Bezirk Pankow zum Bezirk Lichtenberg. Die Straße 106 ist als Reststück der Oderbruchstraße ein unbefestigter Weg zwischen und dem Jüdischen Friedhof, an dessen Ostrand sich ein Kleingartenstreifen an der Friedhofsmauer entlang erstreckt, und der Gewerbemauer. Anschließend wird die verkehrsreiche Indira-Gandhi-Straße erreicht. Etwa 40 Meter rechts geht der Straßenzug in den Weißenseer Weg über und wird zur Fritz-Lesch-Straße überquert, die den grünen Hauptweg 07 zwischen dem Sportforum und der Brauerei, neben dem Olympiastützpunkt und der Sportschule auf der einen Seite und dem St. Andreas und St. Markus-Friedhof andererseits zum Orankeweg führt. Den Orankeweg nach rechts am Wohngebietszweig der Hansastraße und dessen Wohnhäusern geht es an der Pankower Bezirksgrenze, außerhalb vom Ortsteil Weißensee an den Wohnhäusern der Orankestraße nach links zum Orankesee. Durch den Orankeseepark und südlich der Fläche ‚Freibad am Orankesee‘ und am Wirtshaus am Orankesee vorbei wird die Oberseestraße in Höhe Waldowstraße gequert. Der Hönower Weg verläuft am Südufer des Obersees und an dessen Ostufer durch den Kätheplatz zur Käthestraße und nach rechts im Bogen zur Oberseestraße und wiederum rechts zur Degnerstraße.

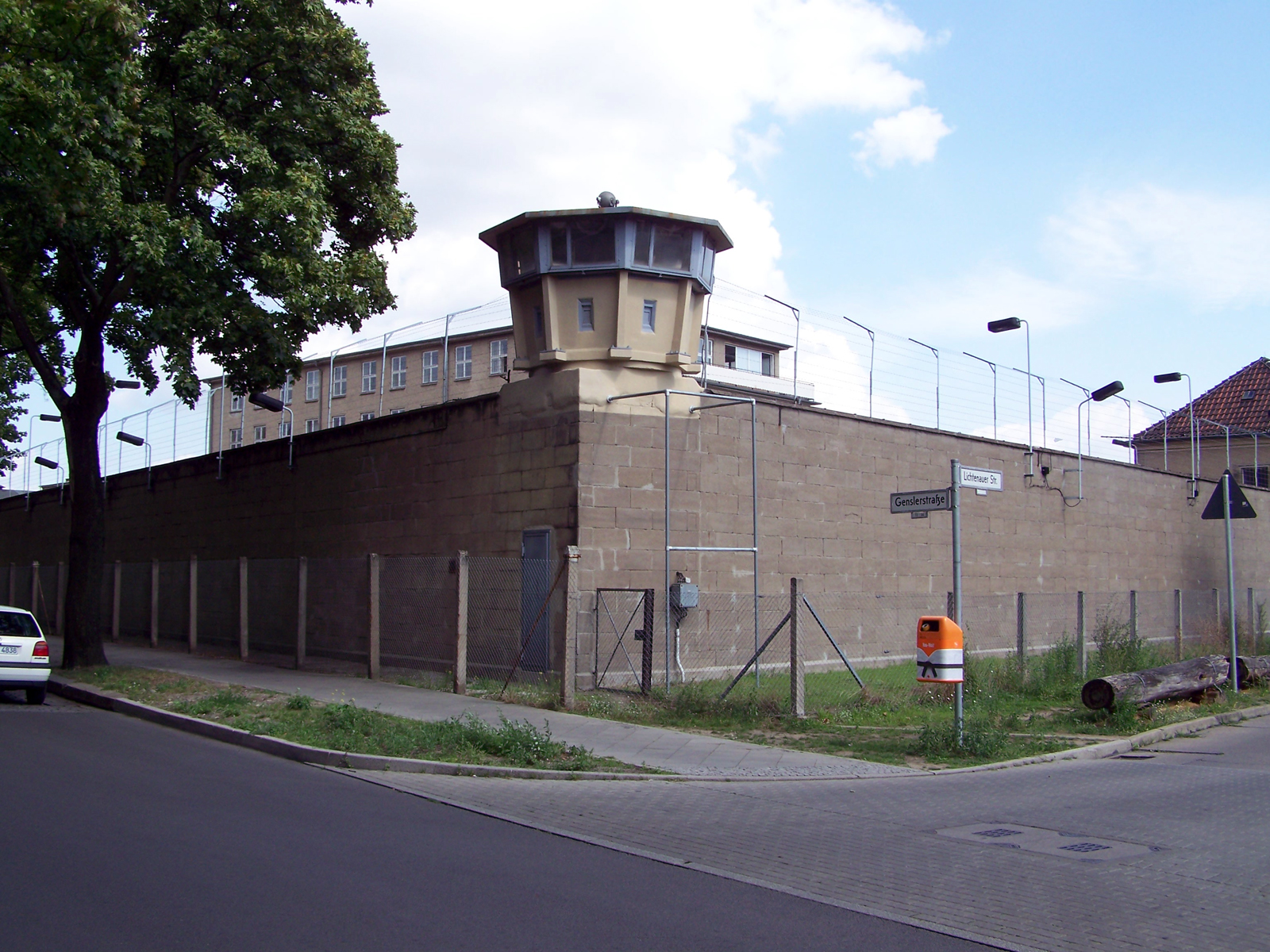
Eckwachturm der Gedenkstätte Hohenschönhausen

Über die Degnerstraße zur Konrad-Wolf-Straße geht es etwas versetzt in die Bahnhofstraße zur Große-Leege-Straße der gegenüber ein Gewerbegebiet zur Gärtnerstraße hin liegt, das einst mit der Industriebahn Tegel–Friedrichsfelde am ehemaligen Güterbahnhof Hohenschönhausen entstand. Deren aufgelassene Bahntrasse ist für den Hauptweg vorgesehen, aber (noch) nicht (durchgehend) zum Papenpfuhlbecken begehbar.
Die Bahnhofstraße wird an ihrem Sackgassenende nach rechts in die Genslerstraße verlassen, die Gedenkstätte Berlin-Hohenschönhausen liegt dabei linker Hand. An der Umfassungsmauer führt der Hauptweg anschließend links in die Lichtenauer Straße, an deren Ende nach rechts in den Arendsweg um die Eigenheimsiedlung herum, an der Lössauer Straße vorbei in die Schleizer Straße nach links. Zwischen den fünfgeschossigen Wohnhäusern und der Brachfläche mit der folgenden Kfz-Zulassungsstelle wird die Ferdinand-Schultze-Straße zur benachbarten Plauener Straße überquert, durch die Siedlung führt der Hönower Weg an die Rhinstraße. Diese wird an der Ampelkreuzung überquert und an der Kreuzung der Plauener Straße mit Straße 158/Treffurter Straße geht es nach rechts in die unbefestigte Treffurter Straße (Worbiser Straße), die zweite links (Witzenhauser Straße) nach links durch die KGA ‚Sonnenblume‘. An der querenden Dingelstädter Straße, die nach rechts begangen wird, wäre der Anschluss zur Idealführung erreicht. Noch von rechts die Allendorfer und von links die Themarer Straße wird an der Landsberger Allee der Ortsteil verlassen.

### Marzahn

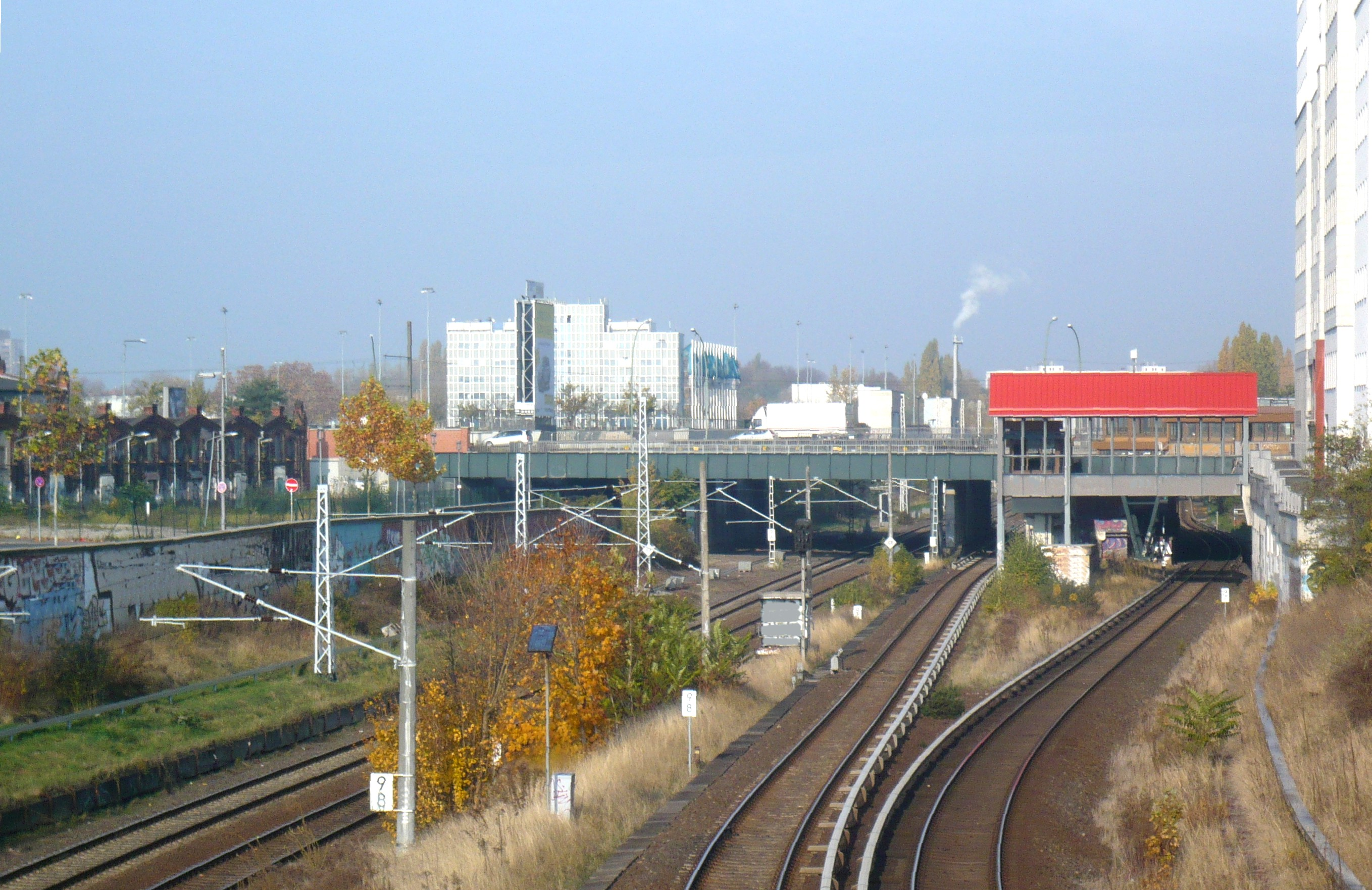
Die Landsberger Allee-Brücke

Auf der Landsberger Allee ist deren Marzahner Abschnitt erreicht und der Ortswechsel vollzogen. Gleichzeitig liegt am Nordrand der Allee die Bezirksgrenze zwischen Lichtenberg und Marzahn-Hellersdorf. Zunächst muss hier die Straßenbahnlinie nach Marzahn überschritten werden, dann ist der Gehweg auf der gegenüberliegenden Straßenseite nach links (ostwärts) empfohlen:
An der Ampel wird die verkehrsreiche Landsberger Allee zum Pyramidenring gequert. Hier trifft der Hauptweg 7 auf 6, Lindenberger Korridor. Beide Wege gemeinsam führen am südlichen Gehweg der Landsberger Allee an gewerblich genutzten neungeschossigen Bürohäusern vorbei. Die Brücke über den Berliner Außenring wird benutzt, aber die anschließende Marzahner Brücke über Wriezener Bahn und Märkische Allee wird ausgelassen. Zwischen beiden Brücken der Landsberger Allee liegt eine Treppe (Verkehrszeichen 355 Fußgängerunter- oder -überführung), die zur Frank-Schweitzer-Straße hinunter und beide Hauptwege zum Durchgang durch die Landsberger Allee führt. Von hier geht es in einem Grünzug zwischen Bahnstrecke und Knorr Gewerbe-Park nach Norden an den Grenzgraben. Nach dem Durchgang ist rechts abbiegend auch der S-Bahnhof Marzahn erreichbar. Am Grenzgraben gegen die Fließrichtung weiter neben einer Fernwärmeleitung, benachbart zur Hochspannungsleitung durch die Gewerbeansiedlung Bürknersfelde mit dem (leeren) Rückhaltebecken Wiesenburger Weg führen beide Hauptwege zum Ost-Süd-Knick im Grenzgraben. Die vorgesehene Weiterführung des Lindenberger Korridors an der Fernwärmeleitung nach Norden entlang der Bahnstrecke ist nicht durchgehend begehbar, sodass beide Wege noch gemeinsam am Marzahn-Hohenschönhauser Grenzgraben bis zur Bürknersfelder Straßenbrücke liegen. erst hier führt der Hauptweg 6 nach Norden. Der Hönower Weg (Nr. 7) kreuzt die Boxberger Straße und führt durch die Grün- und Buschfläche schräg zum Unkenpfuhl den ein Naturschutzgebiet im Nordwesten des Parkfriedhofs Marzahn umgibt. Es geht weiter am Südrand von Bürohäusern in der Bitterfelder Straße und dort den geradeaus führenden Teil der Otto-Rosenberg-Straße nutzend zum Otto-Rosenberg-Platz, dem westlichen Bahnhofsvorplatz am S-Bahnhof Raoul-Wallenberg-Straße.

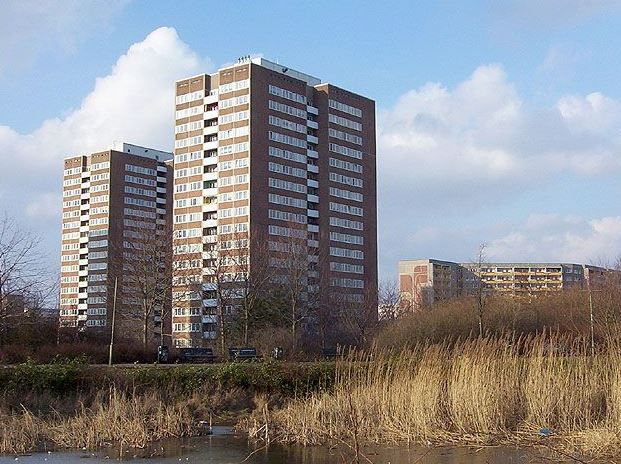
Wohnhochhaus GT 18 am Bürgerpark Marzahn

Durch die Bahnhofsunterführung mit dem Zugang zum Mittelbahnsteig führt der Hauptweg unter der Wriezener Bahn (S-Bahn nach Ahrensfelde) und Märkischer Allee in die Raoul-Wallenberg-Straße hinüber. Die nach dem ersten nördlich gelegenen Wohnkomplex Höhe des zweiten Ausgangs der Stolzenhagener Straße zur Ludwig-Renn-Straße überquert wird. Auf dieser nordwärts und am Ende schräg nach links um das Rückhaltebecken zum Hochzeitspark Marzahn und weiter auf einem Fahrweg im Straßenzug der Alfred-Döblin-Straße unterhalb vom Rabindranath-Tagore-Gymnasium am Garten der Begegnung nach Osten und durch den Bürgerpark Marzahn. Im Bürgerpark um das Kinderbad herum wird an der Karl-Friedrich-Friesen-Grundschule die Lea-Grundig-Straße erreicht, vorher kreuzt die Straßenbahnlinie M8 und 16 auf eigener Trasse. Im Weiteren die Rudolf-Leonhard-Straße benutzt. Die linken Beiwege der Straße durch Grünflächen sind empfohlen. An der linken Karl-Holtz-Straße und der rechten Schönagelstraße führt der Weg zum Blumberger Damm, über diesen nach schräg rechts zum Weidenpfuhl an dem folgenden Regenrückhaltebecken führt die Trasse geradeaus südlich der Hohensaatener Straße auf dem Parkweg zu den Häusern und dem Parkplatz am Brodowiner Ring. An der Ringenwalder Straße  wird die Landsberger Allee neben dem BVG-Betriebshof Marzahn zum Wiesenpark überquert. Der Wiesenpark gehört zur Wuhle-Niederung und zwischen Wuhle (westlicher) und Neuer Wuhle liegt die Grenze der Ortsteile Marzahn und Hellersdorf, jenseits der Flüsschen verläuft der Wuhleweg. Der Hauptweg bleibt auf dem Parkweg, eine wegkürzende Brücke in der Erweiterung der Parkfläche ist wohl vorgesehen, da sie noch fehlt auch nicht begehbar. Der Hönower Weg erreicht am Südrand des Parks die Eisenacher Straße. Gegenüber ist der Eingang zu den Gärten der Welt. Der Hönower Weg nutzt die Eisenacher Straße nach links zur Hellersdorfer Brücke. Mit Überschreiten des ersten Fließes, der Wuhle, wird Marzahn verlassen.

### Hellersdorf
Auf der Hellersdorfer Brücke im Zuge der Eisenacher Straße ist zwischen Wuhle und Neuer Wuhle der Ortsteil Hellersdorf erreicht, gleichzeitig trifft der Hauptweg 7 auf den Hauptweg 14, den Wuhletal-Wanderweg der am Ostufer der Neuen Wuhle entlang führt. Gemeinsam verlaufen beide Hauptwege nach Norden (nach links), bis der Hönower Weg nach dem ostwärts liegenden sechsgeschossigen Wohnblock in die Kyritzer Straße abbiegt, wobei die hier liegenden Rohren der Fernwärmeleitung überbrückt sind. Diese Straße auf dem Beiweg geradeaus inter anderem am Sartre-Gymnasium und über die Alte Hellersdorfer Straße hinweg führt der Hauptweg weiter – linker Hand eine Grün-Brachfläche zur Zossener Straße. Es folgt der Havelländer Ring und über die Kastanienallee dann auf deren Seitenstraße weiter geradeaus nördlich (links von) der Pusteblume-Grundschule und über die zweibahnige Stendaler Straße mit Straßenbahn und Fußgängerüberweg hinweg. An Wohnblöcken mit grünem Umfeld vorbei, wird die nach Süden führende Hellersdorfer Promenade gekreuzt und der Hauptweg geht die Tangermünder Straße überquerend in die Zerbster Straße.

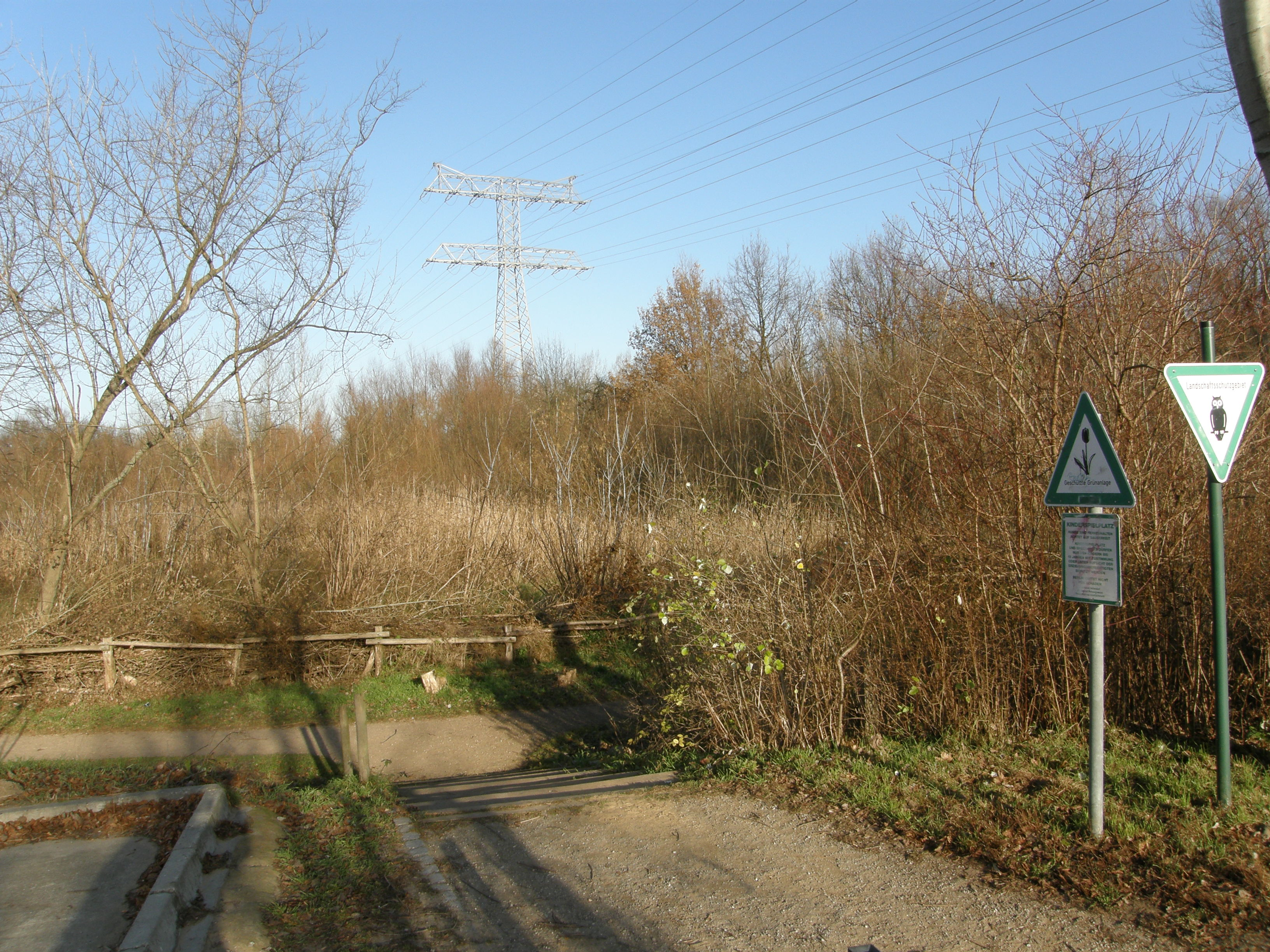
LSG Hönower Weiherkette

Am östlichen Ende der Zerbster Straße wird die Hönower Weiherkette, ein Landschaftsschutzgebiet, südlich vom Beerenpfuhl erreicht. Nach Süden führt hier der Grünzug der Park-Trilogie, parallel zur Zerbster Straße/Naumburger Ring östlich und westlich von Oschatzer Straße/Weißenfelser Ring jeweils über die Quedlinburger Straße. Das LSG ‚Hönower Weiherkette‘ wird am Nordrand von der Stadtgrenze zu Hönow (Gemeinde Hoppegarten) begrenzt, wobei der Straßenzug Landsberger Chaussee in Eiche (Gemeinde Ahrensfelde) und als Berliner Straße in Hönow (Gemeinde Hoppegarten) außerhalb Berlins auf Brandenburger Gebiet verlaufen. Der Hönower Weg berührt in der Weiherkette nach dem Beerenpfuhl, Weihenpfuhl, jenseits der durchführenden Louis-Lewin-Straße Obersee, Rundes Soll, Mummelsoll, Froschpfuhl und Untersee nördlich, den Krautpfuhl westlich (dahinter der Bogensee), und ebenfalls an der Westseite vom Weidenpfuhl und um den Entenpfuhl. Jenseits der Stadtgrenze östlich der Mahlsdorfer Straße in Hönow folgen noch der Hecht- und der Barschsee.
Der Hönower Weg endet an der Böhlener Straße vor der Brandenburger Landesgrenze zu Hönow am U-Bahnhof Hönow, wobei hier mit der U-Bahn-Linie 5 Anschluss an das Schnellbahnnetz Berlins besteht.

## Nahverkehrsanschlüsse
In der Nähe befindliche Anschlüsse an den ÖPNV sind von der Innenstadt aus U-Bahnhof Strausberger Platz, S-Bahnhof Greifswalder Straße, S-Bahnhof Raoul-Wallenberg-Straße, U-Bahnhof Hönow.